# Предатели (фильм, 2013)
Преда́тели (африк. Verraaiers, англ. Traitors) — южноафриканский художественный фильм, снятый режиссёром Полом Эйлерсом в 2012 году.

## Сюжет
Услышав, что враги (британцы) планируют провести тактику «выжженной земли», любящий отец и муж, который также является бурским офицером, решает вернуться домой, чтобы защитить свою семью, вместо того, чтобы продолжать участие в войне. Это решение приводит к тому, что его и его сыновей судят за государственную измену.

## В ролях
- Гис де Вильерс — командир Якобус ван Асвеген
- Вилье Мариц — Карел-Ян Асвеген
- Эндрю Томпсон — Генри Аренс
- Нил-Беннет Гриб — Рональд Бойд
- Жак Бессенгер — Роберт Маклахлан
- Йохан Бэрд — Герд Кутзи
- Деон Лотс — генерал Коос де ла Рей
- Стиан Бам — Джерри Джейкобс
- Карел Тричардт — Регтер Джерри Джейкобс
- Рика Сеннет — Герда ван Асвеген
- Беате Опперман — Марта Маклахлан
- Ханна Бортвик — Алет Аренс
- Альтус Театр — Йохан Крюгер
- Андре Рутман — командир Даутуэйт
- Марсель ван Херден — командир Якобус Бошофф
- Альберт Мариц — Карел-Ян ван Асвеген (1953)
- Йохан ван дер Мерве — Виллем Нитлинг
- Пол Лутс — Карел
- Иван Циммерман — комендант Фрэнк Пирсон
- Крис де Клерк — Коэнрад Ротман
- Ник де Ягер — генерал Либенберг
- Оупа Малатаджи — Петрус
- Кэролайн Семеле — Танди
- Морне дю Туа — генерал Ян Смэтс
- Пол Люкхофф — генерал Андрис Кронье[уточнить]
- Франсуа Фильюн — Франсуа Ториен
- Эсте Пиенар — Карина Джейкобс
- Дэвид Клатворти — капитан Ламбарт
- Стеффи ле Ру — Ханна
- Гарт Брейтенбах — лейтенант Хаддлстон
- Иван Бота — Адаан де ла Рей
- Элвин Стерджен — Ян
- Саллас де Ягер — Йонг Крайгер
- Арно Грифф — Бота

## Съёмочная группа
Продюсеры: Майкл Оре, Дэни Бестер, Яап Сильверс, Лезанн Кутзи, Пит де Ягер, Саллас де Ягер, Сэмюэл Лутс, Джоэл Фири, Темба Сибеко, Райан Стридом.

Режиссер: Пол Эйлерс.

Главный оператор: Том Марэ.

Монтажер: Мэнди Робертс.

Композитор: Доуи де Ягер.

Дизайнеры по производству: Вальдемар Кутзи, Потего Мацеке.

Дизайнеры по костюмам: Марле Дроцкий, Джейд дю Туа.

Гримеры: Нолин Пиенаар, Юлия Рубинштейн, Никола Уилер.

Художники: Лорейн Битон, Франсуа Кутзи, Уэйн Дункан, Вернер Гризель, Крис Жубер, Дэниел Кренцер, Илана Лоу, Машири, Кэндис Мойр.

Звукооператоры: Крис Оллсопп, Янно Мюллер, Доктор Нтлама, Тим Прингл.

Специалисты по спецэффектам:
Вальдемар Кутси, Герхард ван дер Хивер.

Специалист по визуальным эффектам: Кирилл Шуман.

Ассистенты оператора:
Чуанн Блофилд, Ари де Бир, WD де Плюсси, Дж. П. дю Пре, Джулиан Фостер, Луи Гадживано, Риан Ханеком, Джеймс Стент, Дрикус ван дер Мерве.

Редакторы: Джон Бринк, Аксель Компат, Мэнди Робертс, Терри Симпсон.

Аранжировщики: Ренет Боуэр, Алли Хейнс.

Менеджер по производству:
Гейл Радниц (как Гейл Овертон).

Прочие специалисты:
Лелия Эцебет, Солли Ледобейт, Джон Бринк, Крис Баси, Андреа де Ягер, Мартин Дж. Хаттон, Потеге Мацеке, Джоно Мэй, Джон-Генри Опперман, Марике Пикет, Саския Шиль, Ивет Вепенер, Адриан Вильденбур.

## Распространение
Официальным дистрибьютером по прокату фильма является компания Ster-Kinekor Pictures (2013) (ЮАР).